# Franz Edwin Gehrig-Targis
Franz Edwin Gehrig-Targis, auch nur Franz Gehrig (* 25. Mai 1896 in Berlin; † 7. Juni 1968 ebenda) war ein deutscher Maler, Grafiker und Bildhauer. Er war kommunistischer Kunstfunktionär während der Weimarer Republik und hat im Sinn der Partei auch künstlerisch gearbeitet.

## Leben
Gehrig kam aus einer Berliner Arbeiterfamilie. Er absolvierte eine Lehre als Textilentwurfszeichner. Danach studierte er an verschiedenen künstlerischer Ausbildungsstätten in Berlin wie der Unterrichtsanstalt des Kunstgewerbemuseums, den Vereinigten Staatsschulen und der Preußischen Akademie der Künste.
Während der Novemberrevolution nahm er auf der Seite der Revolutionäre an den Kämpfen in Berlin teil. Nach der Ermordung Karl Liebknechts nahm er dessen Totenmaske ab. Er wurde 1925 Mitglied der KPD. Vor allem mit Heinrich Vogeler initiierte er die Gründung einer kommunistischen Fraktion im Reichswirtschaftsverband bildender Künstler, aus der 1928 die Assoziation revolutionärer bildender Künstler hervorging. Er arbeitete in der Zentrale der KPD im Karl-Liebknecht-Haus und war für die Illustration der Parteipresse mitverantwortlich. Seine Graphiken mit den entsprechenden Motiven und politischen Botschaften fanden im Alltagsleben der Arbeiter in der Weimarer Republik  weite Verbreitung. Zwischen 1931 und 1946 leitete er eine Privatschule für Kunst. Für 1940 ist seine Teilnahme an der Frühjahrsausstellung des nazistischen Frontkämpferbundes bildender Künstler in Berlin belegt. Das Berliner Adressbuch verzeichnet ihn 1943 als Akademischen Maler in der Barnhelmstraße 4.
Nach dem Ende des Zweiten Weltkrieges hatte Gehrig einen Lehrauftrag an der Kunsthochschule Berlin-Weißensee. Zwischen 1954 und 1965 war er Dozent an der Fachschule für angewandte Kunst Berlin-Oberschöneweide.
Gehrig war verheiratet mit Margarethe Gehrig. Teile seines künstlerischen Nachlasses befindet sich in der Berliner Akademie der Künste.

## Werke

### Malerei und Zeichenkunst
- Kampfposten der Volksmarinedivision vor dem Berliner Schloss (1919, Kreidezeichnung)
- Worowski zu Ehren (1923, Tafelbild, Öl, 35 × 29,5 cm; in der Berliner Neuen Nationalgalerie)[2]
- Auf Koje (Zeichnung, 1953)[3][4]
- Flüchtlinge (Zeichnung)[5][4]
- Sie starben für die Freiheit (Zeichnung)[6][4]
- Barbaren (Kohle-Zeichnung)[7][4]

### Schriftliche Publikationen
- Entwicklung der revolutionären bildenden Kunst in der Zeit der Weimarer Republik von 1918–1933. Aufzeichnungen. Berlin 1960.[8]

- Vom Wert des Naturstudiums. In: Bildende Kunst, Berlin; 1958, S. 677–680

- Grafik im Dienst der Wissenschaft. In: Bildende Kunst, Berlin, 1963, S. 372–376

- Mein Weg zum kämpferischen Realismus. In: Bildende Kunst, Berlin; 1968, S. 611 f

## Beteiligung an Gruppenausstellungen
- 1948 Dresden, 150 Jahre soziale Strömungen in der bildenden Kunst
- 1948 Dresden, Soziale Kunst
- 1951 Berlin, Künstler schaffen für den Frieden
- 1966 Potsdam, Aufbruch und Sieg
- 1975 Berlin, In Freundschaft verbunden
- 1978/1979 Berlin, Revolution und Realismus
- 1988 Berlin, Künstler im Klassenkampf